# Chris Johnson (baloncestista de 1990)
Christapher "Chris" Johnson (Columbus, Ohio, 29 de abril de 1990) es un jugador de baloncesto estadounidense que pertenece a la plantilla del Hapoel Jerusalem B.C. de la Ligat ha'Al israelí. Con 1,98 metros de estatura, juega en la posición de alero.

## Trayectoria deportiva

### Universidad
Jugó durante cuatro temporadas con los Flyers de la Universidad de Dayton, en las que promedió 10,6 puntos, 6,1 rebotes y 1,1 asistencias por partido. En 2010 ganaron el NIT, siendo elegido mejor jugador del torneo.

### Profesional
Tras no ser elegido en el Draft de la NBA de 2012, comenzó jugando en los Rio Grande Valley Vipers de la NBA D-League, hasta que en enero de 2013, firmó un contrato por diez días con los Memphis Grizzlies, con los que disputó ocho partidos, en los que promedió 3,6 puntos y 1,4 rebotes.
Tras finalizar su contrato, regresó a los Vipers, donde acabó la temporada promediando 10,6 puntos y 4,2 rebotes por partido, conquistando el título de liga, y siendo incluido en el segundo mejor quinteto de rookies de la NBA D-League.
En septiembre de 2013, se une a los entrenamientos previos a la temporada de los Brooklyn Nets.
En julio de 2014, Johnson se une a los Boston Celtics para disputar la NBA Summer League 2014, pero en el mes de septiembre es despedido.
[actualizar]

## Estadísticas de su carrera en la NBA

### Temporada regular
| Año     | Equipo       | PJ  | PT | MPP  | %TC  | %3P  | %TL   | RPP | APP | ROB | TPP | PPP |
| ------- | ------------ | --- | -- | ---- | ---- | ---- | ----- | --- | --- | --- | --- | --- |
| 2012-13 | Memphis      | 8   | 0  | 12.8 | .440 | .333 | .500  | 1.4 | .3  | .5  | .0  | 3.6 |
| 2013-14 | Boston       | 40  | 0  | 19.7 | .397 | .339 | .860  | 2.4 | .8  | .7  | .1  | 6.3 |
| 2014-15 | Philadelphia | 9   | 2  | 20.8 | .317 | .256 | .750  | 2.9 | .3  | 1.0 | .6  | 6.0 |
| 2014-15 | Utah         | 12  | 0  | 17.6 | .484 | .342 | 1.000 | 1.5 | .6  | 1.0 | .0  | 6.8 |
| 2014-15 | Milwaukee    | 8   | 0  | 16.0 | .400 | .278 | 1.000 | 1.4 | .6  | .6  | .3  | 3.9 |
| 2015-16 | Utah         | 70  | 2  | 12.2 | .371 | .273 | .810  | 1.9 | .6  | .5  | .3  | 2.9 |
| Total   | Total        | 147 | 4  | 15.5 | .392 | .307 | .835  | 2.0 | .6  | .6  | .2  | 4.4 |